# Circuito di Knockhill
Il circuito di Knockhill è un tracciato scozzese situato a Dunfermline, nel Nord della Gran Bretagna a pochi chilometri da Edimburgo. Costruito nel 1974, ospita annualmente i campionati britannici Superbike e Turismo.

## Storia
Il tracciato nacque grazie a un'idea di Tom Kinnaird, desideroso di realizzare un circuito sul terreno della sua fattoria unendo una piccola strada preesistente e una linea ferroviaria in disuso. I lavori proseguirono per due anni fino all'autunno del 1974 quando venne inaugurato il primo circuito asfaltato permanente della Scozia.
Solo un anno dopo l'inaugurazione, si posarono sul circuito gli occhi di Denis Dobbie proprietario del team di Formula 3 "DART" che prese in leasing il tracciato per 12 mesi con l'intento di apportare le modifiche necessarie a ospitare un Gran Premio di Formula 1. Tra le altre opere, sarebbero state necessarie l'allungamento della pista fino a 3,7 km (2,3 miglia), la realizzazione di 40 box e la costruzione di un hotel e di un centro medico. L'impresa naufragò nei debiti e Knockhill ritornò all'originale proprietario.
Il 1984 fu l'anno del definitivo abbandono da parte di Kinnaird a favore di un nuovo acquirente. La pista venne completamente riasfaltata, furono ampliati gli spazi di fuga e vennero finalmente realizzate delle vere e proprie infrastrutture di servizio, tra cui un ristorante. Il circuito, che fino ad allora aveva visto solo gare minori e prove libere durante la settimana, nel 1992 fece un deciso salto di qualità ospitando per la prima volta il campionato BTCC. Nello stesso anno iniziò anche l'avventura di Radio Knockhill (divenuta poi Knockhill FM), emittente radiofonica che trasmetteva il commento di tutte le gare del tracciato.
Dal '92 in avanti gli eventi si moltiplicarono spaziando dal Rallycross, alle Superbike fino alla Formula 3. Knockhill ospita inoltre l'annuale  Scottish Motor Show e numerosi corsi di guida sicura.

## Caratteristiche
Il tracciato d'asfalto principale è piuttosto breve, misura solo 2,046 km (1,2713 miglia), ma presenta un dislivello complessivo considerevole pari ad oltre 60 metri (200 piedi). Questa configurazione, percorsa in senso orario, è utilizzata per i principali eventi su asfalto tra cui anche lo Scottish Superbike Championship e lo Scottish Motor Racing Club Championship, i maggiori campionati nazionali per auto e moto.

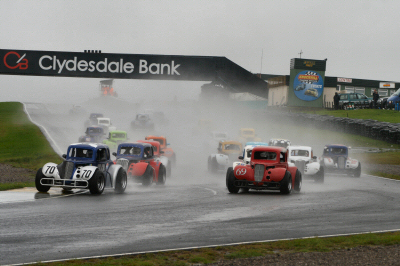
Inserimento alla "Duffus Dip", campionato Scottish Legends 2007

Per le gare su pista sono disponibili altre due configurazioni più brevi: il National circuit e il cosiddetto Tri-Oval. Il primo è sostanzialmente identico al circuito completo, ma una piega a destra dopo la "Hislop" accorcia il tracciato di circa 300 metri, evitando ai piloti di percorrere lo stretto tornante in salita prima del rettifilo d'arrivo. Il secondo è un piccolo ovale di 400 metri di lunghezza composto da tre curve a destra ricavate dal tornante "Real Radio" e dal piccolo nastro d'asfalto, utilizzato per il National, che collega il rettilineo di partenza con quello di ritorno.
Le gare di Supermoto e Rallycross si svolgono su di un tracciato misto asfalto/terra battuta. Dopo aver percorso il rettilineo d'arrivo, i piloti percorrono la "Duffus dip", una curva a destra in discesa, prima di curvare di nuovo a destra per lanciarsi in un tortuoso tratto sterrato che termina dopo la "Hislop" e concludono in giro passando sul breve raccordo del National.
Il complesso di Knockhill comprende anche una pista di Kart, un tracciato asfaltato per prove di rally e due percorsi fuoristrada di diverso livello di difficoltà. A fianco alla piccola pista per i go-kart è inoltre presente un'area, attrezzata anche con una Skid-Pan, utilizzata per i corsi di guida sicura.